# 的黎波里塔尼亞內戰
的黎波里塔尼亞內戰，是指發生在1793-95年鄂圖曼帝國的利比亞轄區的一系列內戰。鄂圖曼官員阿里·貝格魯廢黜了當地自治王朝卡拉曼里王朝的統治者哈密特·卡拉曼里。但在突尼斯的貝伊幫助下，哈密特·卡拉曼里和兄弟優素福·卡拉曼里再次回到利比亞。
之後就是一系列卡拉曼里王朝成員爭奪王位的內亂，優素福·卡拉曼里成為最後勝利者。